# Musical baton
『MUSICAL BATON/musical baton』（ミュージカル・バトン）は、FM NORTH WAVEとCROSS FMの2局で放送されていたラジオ番組である。

## 概要
アーティストがナビゲーターを務める30分番組2つを内包したオムニバス番組。番組全体のナビゲーターは、DJ・ナレーターのCHINATSUが務めていた。彼女が出演するのは基本的に番組の冒頭と最後のメニュー紹介・次回予告のみであったが、清春とともに内包番組『UP'Sound RADIO EXTRA』のナビゲーターを務めたこともある。
FM NORTH WAVEでのタイトルは大文字表記の「MUSICAL BATON」で、CROSS FMでのタイトルは小文字表記の「musical baton」。2008年9月まではCROSS FMでも大文字表記となっていたが、同年10月の改編で同局放送番組の多くが小文字のタイトルを採用したのに合わせて本番組のタイトルも変更された。

## 放送時間

### FM NORTH WAVE
- 月曜 1:00 - 2:00
- 日曜 23:00 - 月曜 0:00
- 日曜 1:00 - 2:00
- 水曜 23:00 - 木曜 0:00
- 水曜 22:00 - 23:00 （2008年10月1日 - 2014年3月26日）

### CROSS FM
- 金曜 1:00 - 2:00 （2005年11月 - 2006年3月）
- 土曜 2:00 - 3:00 （2006年4月 - 2008年3月）
- 日曜 0:00 - 1:00 （2008年4月 - 2008年9月28日）
- 金曜 0:00 - 1:00 （2008年10月3日 - 2009年3月27日）
- 金曜 0:30 - 1:30 （2009年4月3日 - 2010年9月17日）

## 内包番組
INDIES UP'S
ナビゲーター：妃野アキラ（シンガーソングライター）
バーガーインナイト
ナビゲーター：DJ HAMBURGER （インディーズレーベル BURGER INN RECORDS ボス）
I.D. night flight
ナビゲーター：坂本真綾（声優・歌手）
SOUND SCAN
ナビゲーター：不明
UP'Sound RADIO EXTRA
ナビゲーター：清春（ミュージシャン）、CHINATSU （DJ・ナレーター）
遼花のクソガキ独壇場
ナビゲーター：遼花（シンガーソングライター）
nishiazabu records store
ナビゲーター：岡村詩野（音楽ライター）、フカミマドカ（ビクターエンタテインメント A&R）